# مات جوردن
مات جوردن (بالإنجليزية: Matt Jordan)‏ (13 أكتوبر 1975 أورورا الولايات المتحدة - ) هو لاعب كرة قدم أمريكي يلعب كحارس مرمى.

## وصلات خارجية
مات جوردن على موقع الدوري الأمريكي (الإنجليزية)
- مات جوردن على موقع قاعدة بيانات كرة القدم.إي يو (الإنجليزية)